# Zita Funkenhauser
Zita-Eva Funkenhauser, po mężu Behr (ur. 1 lipca 1966 w Satu Mare) – niemiecka florecistka pochodzenia rumuńskiego, reprezentująca też RFN. czterokrotna medalistka olimpijska i wielokrotna medalistka mistrzostw świata.
Urodziła się w Rumunii. Jej rodzice przenieśli się do RFN w 1979 roku i do zjednoczenia Niemiec startowała w barwach tego kraju. Na igrzyskach olimpijskich w Los Angeles w 1984 roku wspólnie z Christiane Weber, Cornelią Hanisch, Sabine Bischoff i Ute Wessel zwyciężyła w turnieju drużynowym. Wynik ten reprezentacja RFN w składzie: Anja Fichtel, Zita Funkenhauser, Christiane Weber, Sabine Bau i Annette Klug powtórzyła na rozgrywanych cztery lata później igrzyskach olimpijskich w Seulu. W zawodach indywidualnych wywalczyła brązowy medal, plasując się za Fichtel i Bau. Brała także udział w igrzyskach olimpijskich w Barcelonie w 1992 roku, razem Sabine Bau, Anją Fichtel, Moniką Weber i Annette Dobmeier zdobywając drużynowo srebrny medal. W zawodach indywidualnych zajęła tym razem trzynaste miejsce.
Podczas mistrzostw świata w Barcelonie w 1985 roku razem z Cornelią Hanisch, Anją Fichtel, Sabine Bischoff i Susanne Lang zdobyła złoty medal w zawodach drużynowych. W konkurencji tej zdobywała następnie złote medale na mistrzostwach świata w Denver (1989) i mistrzostwach świata w Essen (1993) oraz brązowe podczas mistrzostw świata w Sofii (1986), mistrzostw świata w Budapeszcie (1991) i mistrzostw świata w Hadze (1995). Ponadto na mistrzostwach świata w Lozannie w 1987 roku zdobyła srebrny medal indywidualnie (przegrywając w finale z Rumunką Elisabetą Tufan), a podczas mistrzostw świata w Denver w 1989 roku i mistrzostw świata w Essen cztery lata później zajmowała trzecie miejsce (plasując się odpowiednio za Olga Wieliczko z ZSRR i Anją Fichtel oraz Włoszką Francescą Bortolozzi i Węgierką Aidą Mohamed).
Ma siostrę Hedwig, która była szpadzistką. Jej mężem jest florecista Matthias Behr, dwukrotny mistrz olimpijski (1984, 1988). Po zakończeniu kariery studiowała stomatologię (otworzyła gabinet w Tauberbischofsheim) i wychowywała dwie córki, bliźniaczki.

## Osiągnięcia
'Konkurencja: floret
Igrzyska olimpijskie
- drużynowo (1984, 1988)
- drużynowo (1992)

Mistrzostwa świata
- drużynowo (1985, 1989, 1993)
- indywidualnie (1987)
- indywidualnie (1989, 1993), drużynowo (1986, 1991, 1995)

## Nagrody i odznaczenia
- Srebrny Liść Laurowy[2]